# Aglais ioprotoformis
Aglais ioprotoformis är en fjärilsart som beskrevs av Reuss 1909. Aglais ioprotoformis ingår i släktet Aglais och familjen praktfjärilar. Inga underarter finns listade i Catalogue of Life.